# ドコービル

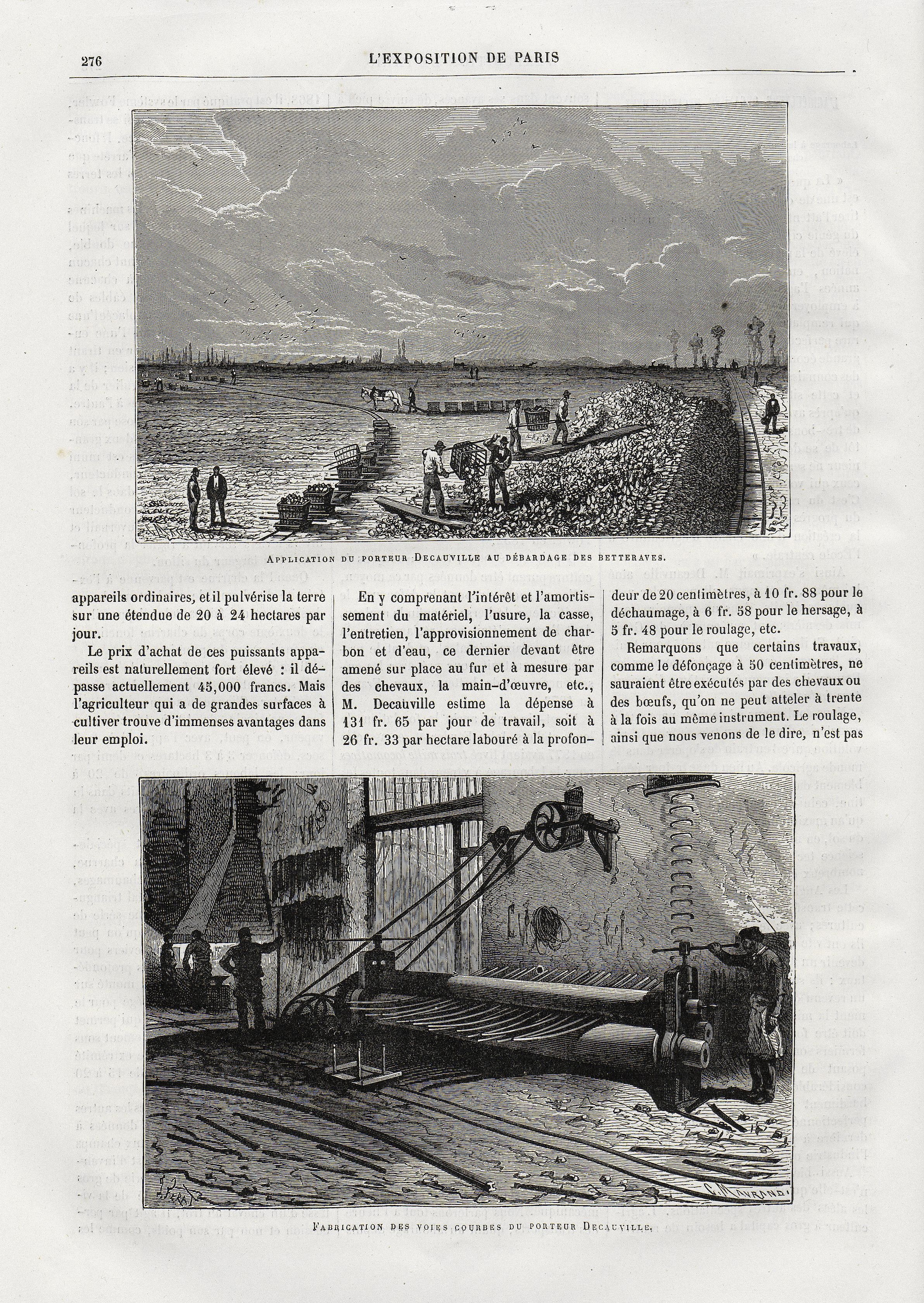
パリ万国博覧会 (1878年)に出展された可搬式軌匡。
テンサイ運搬とカーブした軌匡の製造。（J.フェラ画）

ドコービル（仏: Decauville）は、1875年に設立されたフランスの専用鉄道製造会社である。
ドコービルは自動車や自転車なども製造したが、敷設・撤去が容易な可搬式鉄道を主力商品とした。

## 概要
テンサイ栽培と蒸留酒製造を営んでいたポール・ドコービルは農作物の出荷を容易にするため、400mm 軌間の軽便鉄道の簡易型敷設方法を考案し、これを商品化した。この簡易線路、軌匤を主力商品としてドコービル社は1875年に設立され、軌道部品、エンジンや自動車など様々な製品を欧州各国の植民地を中心に輸出した。ドコービルの製品は、線路と関連部品はすべて金属製で、輸送、敷設、分解が容易にできる可搬式鉄道であることを特長とする。これはのちに500mm、600mm軌間に拡張され、鉱山、軍事用など、農業用以外の用途にも使用された。特に、フランス陸軍が1888年ごろに、作戦中の砲兵と弾薬の輸送用として600mm軌間の鉄道を拠点に配備、第一次世界大戦までに可搬式鉄道はフランス軍とイギリス軍の標準装備となり、多数の野戦鉄道が敷設された。ドイツにも同種のものがあったが、こちらは機関車も標準化されたものが用いられた。可搬式鉄道はマダガスカル、モロッコへのフランス軍の遠征に利用されたほか、同種の野戦鉄道はドイツ領南西アフリカのオタビ鉱山鉄道で世界最長の600mm軌間鉄道として使用された。
当初、軌道上の荷物は人力や馬力で運搬されたが、次第にドコービル製の小型機関車が使用されるようになった。これは手押し車やリヤカーが主体だった重量物の運搬作業に大きな変化をもたらし、ドコービル・システムと呼ばれて世界中の工事現場、採石場、農場、テンサイ畑や山岳鉄道で1950年代まで使用された。本文中ではドコービルは本稿の主題である会社名を指し、創業家であるドコービル家の人を指す場合はそれぞれの名前を付記する。

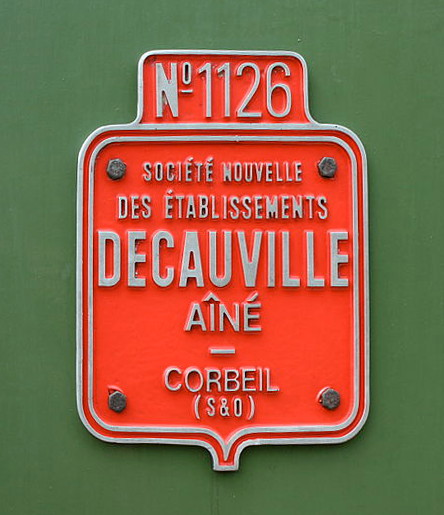
製造銘板
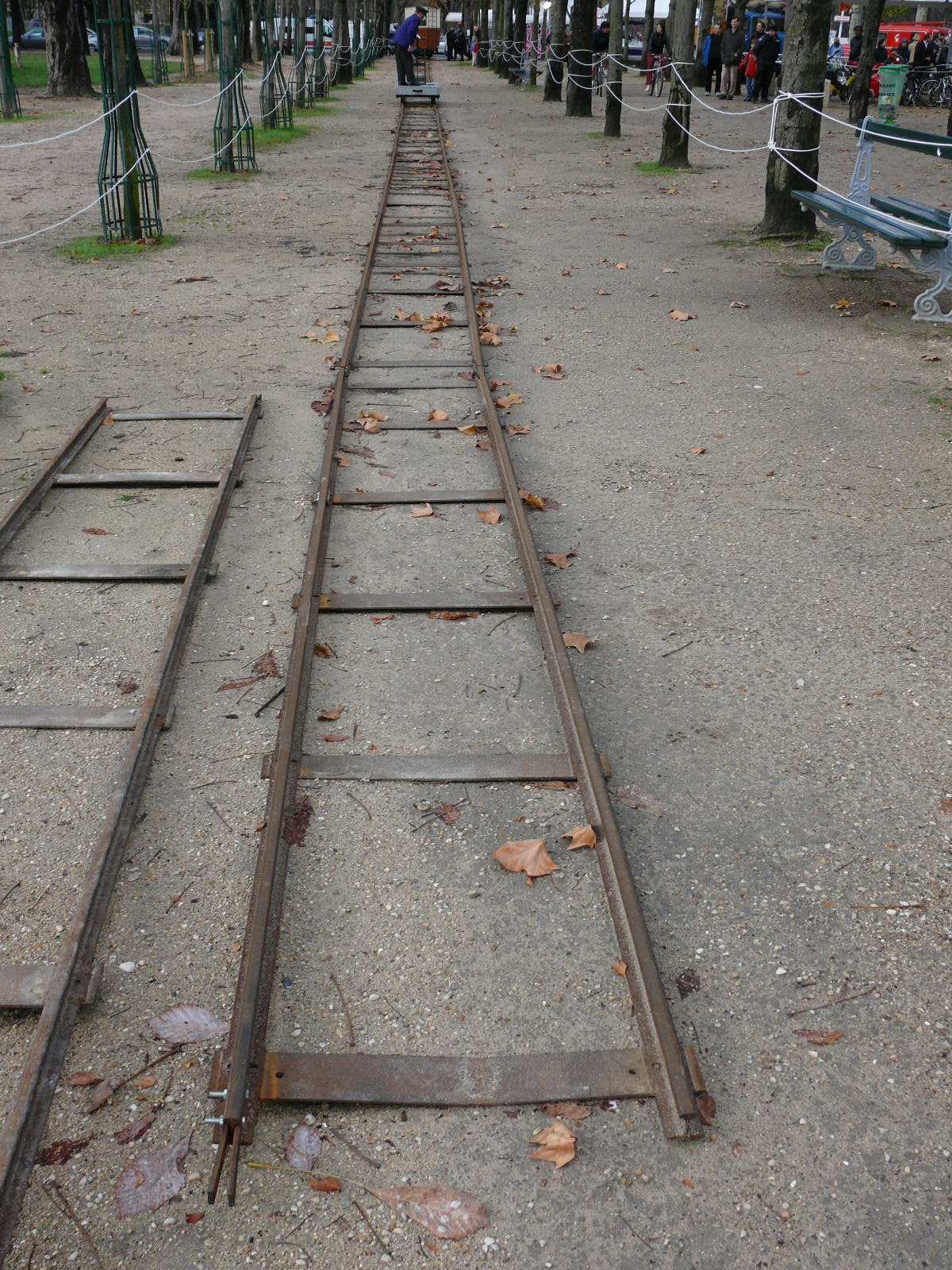
「軌匡」
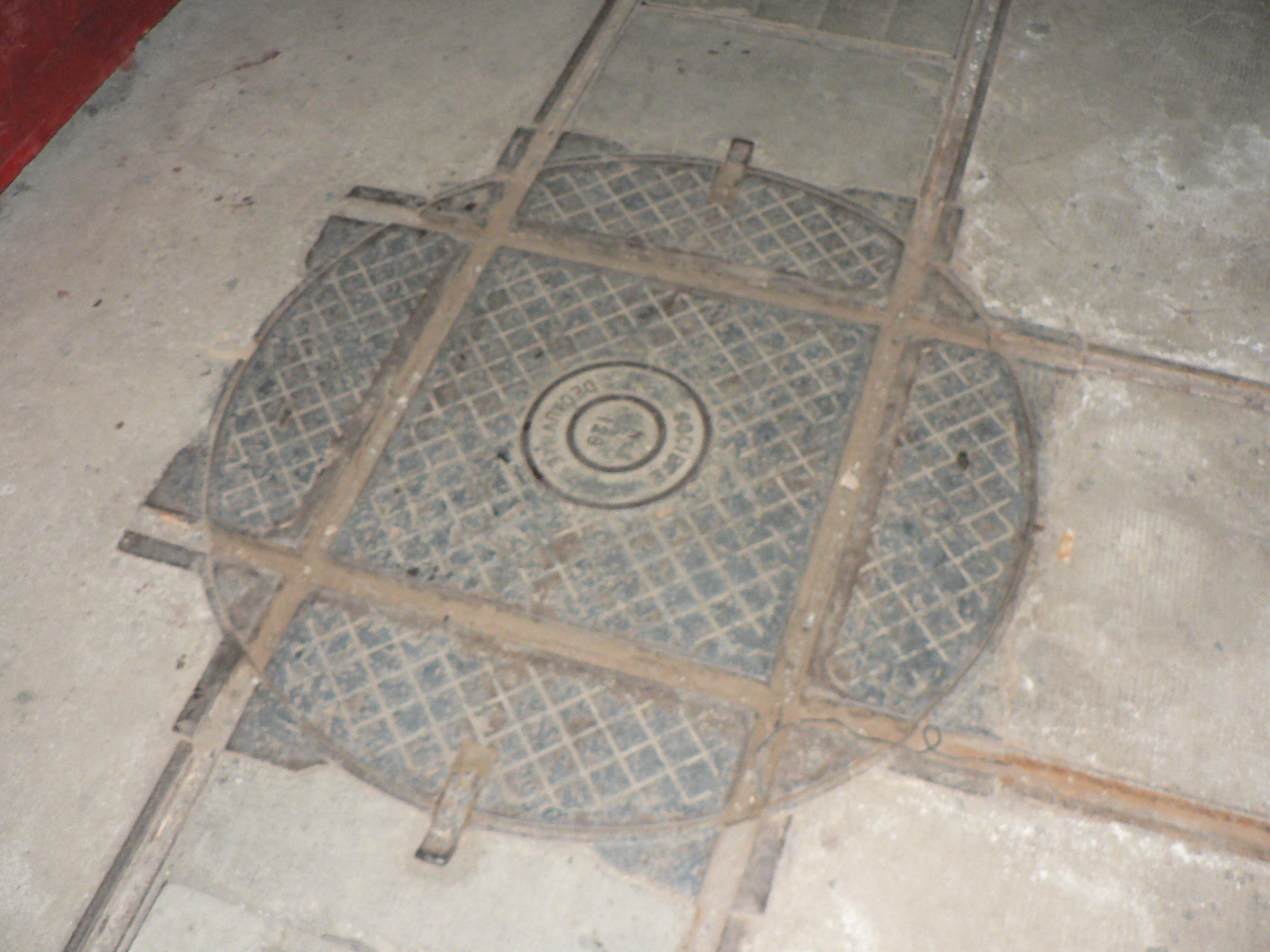
転車台
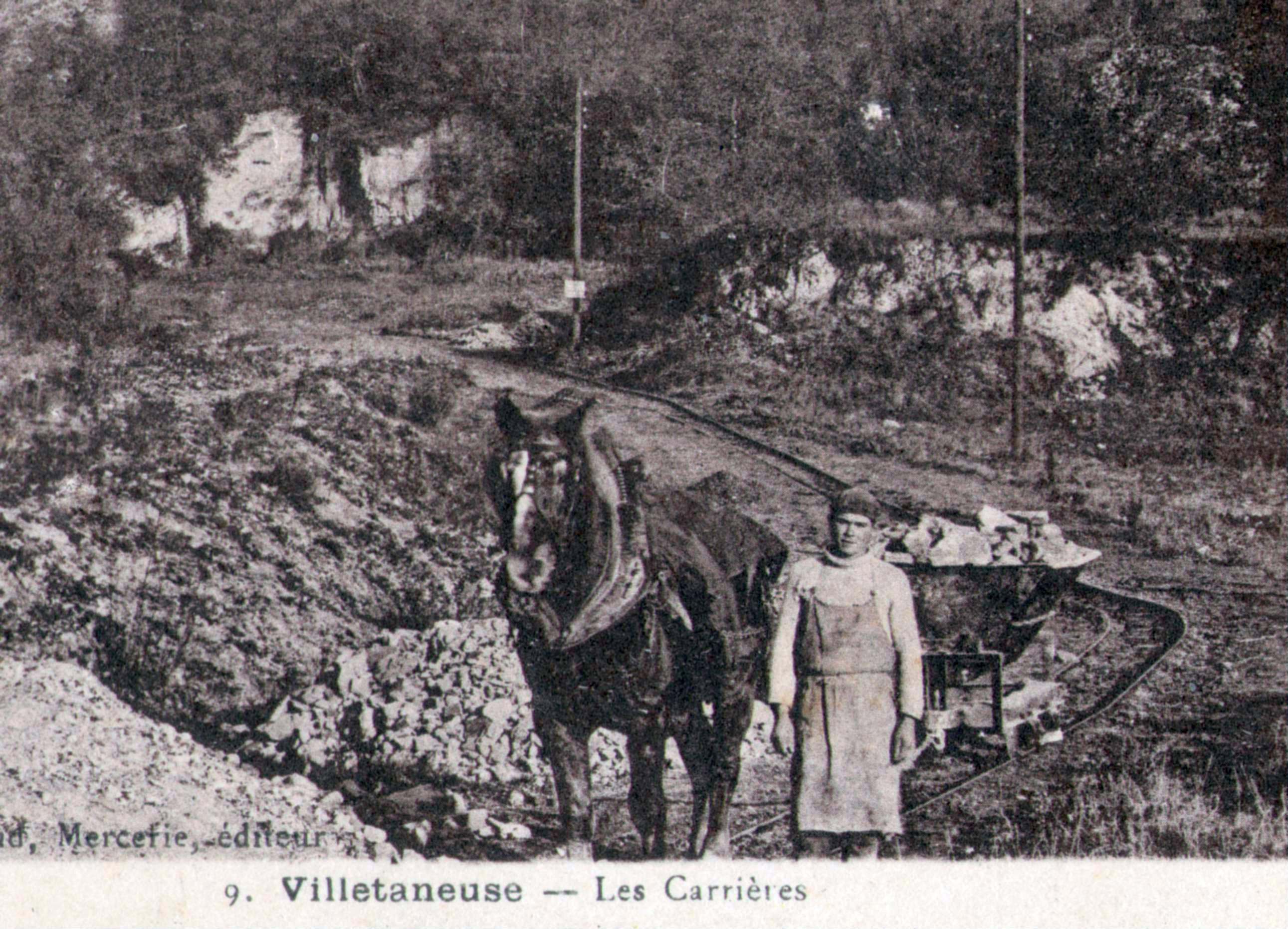
馬力軽便鉄道（イル＝ド・フランス）

## 鉄道施設

### 600mm 軌間用
同社を代表する会社設立時からの製品である。あらゆる需要にこたえるため多くのバリエーションが考案された。コンセプトはオーレンシュタイン・ウント・コッペルなどの同業者にも影響を与え、第一次世界大戦でも活用された。

### 起源
アルマンは1853年に自身の健康上の理由から、農園の経営を長男のポールにゆだねるようになった。ドコービルは効率化と労働力不足問題の解決のため、耕耘作業を蒸気機関化することを模索し、イギリス人のファウラーを1867年に採用している。このときに作った各種修理工場のうち、ひとつは蒸気機関専用とされた。アルマンは1871年に亡くなったが、同じ年にドコービルはパリ - リヨン間を運行していたパリ・リヨン・地中海鉄道 (PLM)に板金部品の納入を始めている。
このころ、ポールは数種類の輸送機関の実験をしており、そのうちのひとつがH.Corbinと呼ばれる梯子に似た木製の軌条である。これは通常の線路にあたる部分が鉄板で覆われた木で作られており、その上を走る車両1両には1軸のみが設けられ、軸がない側を他の車両に乗せる構造だったが、耐久性に問題があり実用化には至らなかった。ドコービルの農場は1875年は豊作だったが、多雨で地盤が緩んだため農場内の既存輸送機関が役に立たず、例年より早い降霜も予想されたため、9,000トンに達した収穫物を迅速に運搬する必要に迫られた。そこで、ポールは不調に終わった試作品、H.Corbinを改良、400mm間隔で鉄の角材を2本並べ、その間を枕木に相当する鉄板でつないだものを製作した。改良品は地面に沈みこむことなく、ドゴーヴィル家の使用人が小さな鉄道貨車を作ってこの改良品の上を走らせることを提案し、輸送機関として使用できる目処が立ち、作物は冬を迎える前に搬出できた。

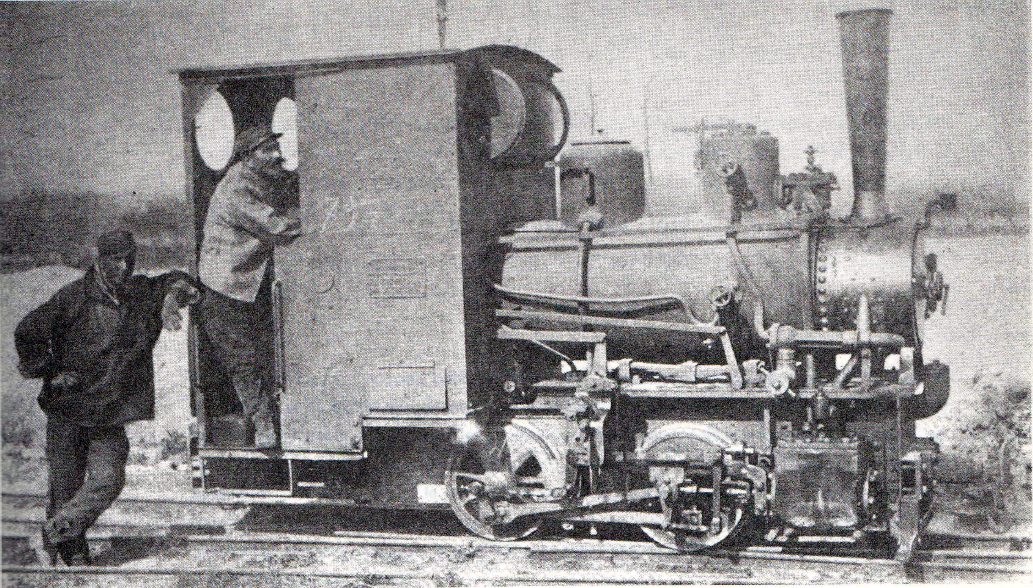
B型タンク機関車 （1910年製）
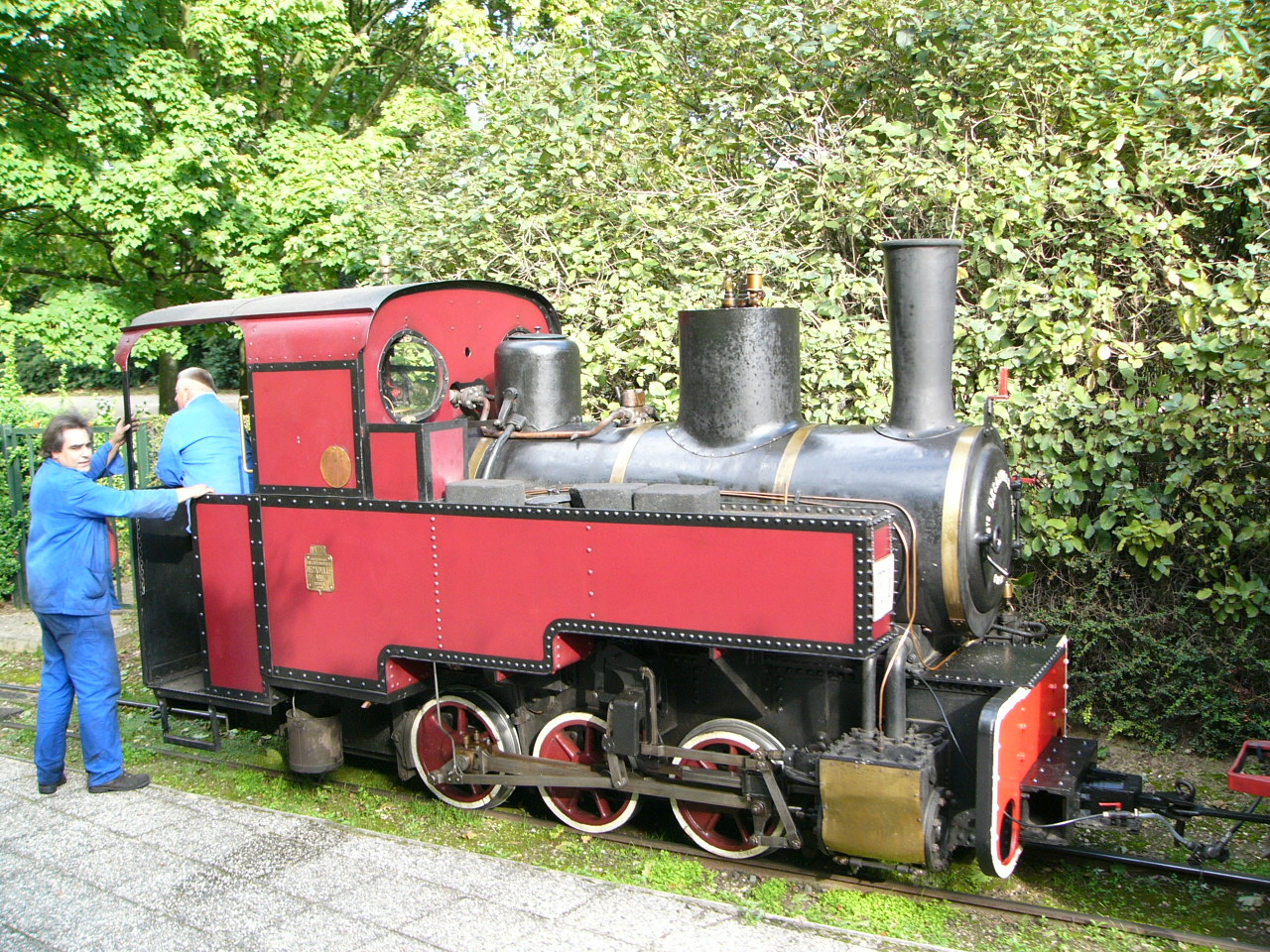
蒸気機関車
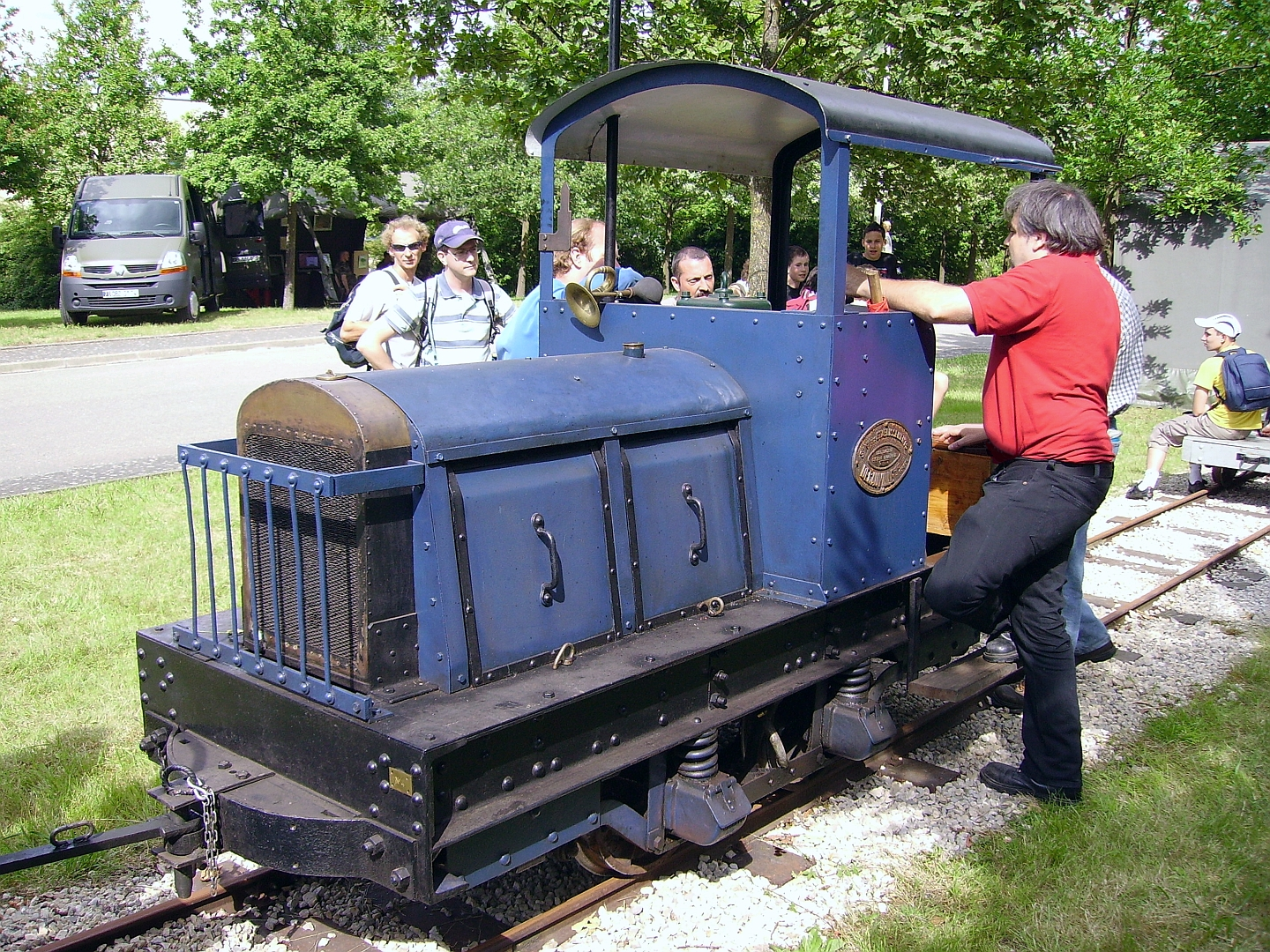
ディーゼル643号機
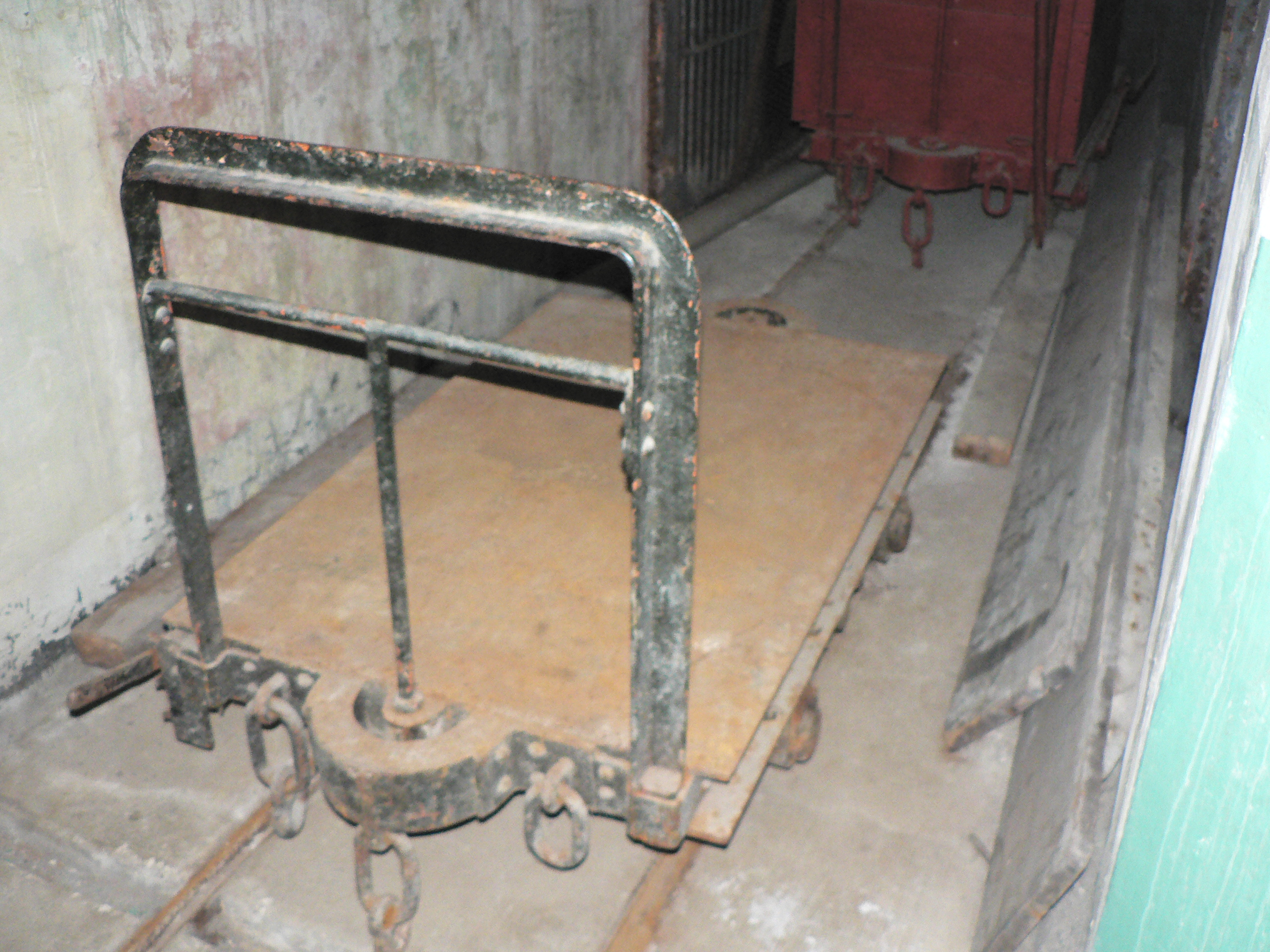
マジノ線にて
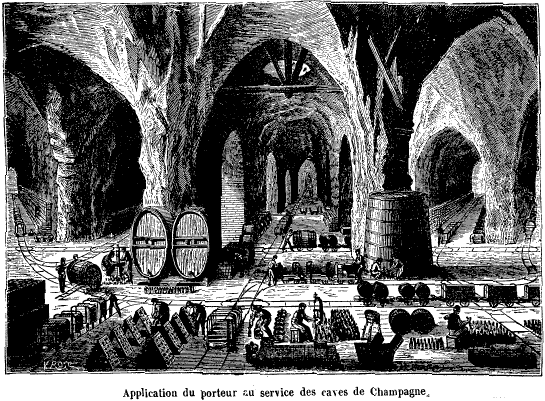
シャンパン工場にて

### 可搬式鉄道の発展
翌1876年からポールは輸送方式を可搬式鉄道に切り替え、農場内での厩肥の輸送や工場間の物資運搬に使い、軌匤と車両の改良も約1年にわたって続けた。可搬式鉄道の優位性を証明するため、ドコービルはロワレ県のTramway de Pithiviers a Toury(TPT)にドコービル・システムを初めて販売している。1877年には農園を廃業し、可搬式鉄道を工業的に生産することに専念した。軌間は400mmから500mm、600mmと次第に広がり、機関車と貨車の開発にも乗り出した。1880年には3,000件もの注文があり、ドコ－ビルはコルベイユの工場を80,000平方メートルに拡張した。TPTへの販売からわずか2年でドコービル・システムは世界中で使用されるようになった。
| 国 | 1878年時点 |
| --- | ---------- |
| フランス | 202        |
| ベルギー | 9          |
| イギリス | 8          |
| アルザス | 6          |
| スイス | 5          |
| ブラジル | 4          |
| ロシア | 3          |
| アルジェリア, オーストリア, エジプト, モーリシャス, マルティニーク, ポルトガル                                            | 2          |
| コーチシナ, 南アフリカ, ギリシャ, オランダH, バーボン諸島, セーシェル, イタリア, ジャマイカ, メキシコ, モナコ, ノルウェイ | 1          |

この統計が取られた1878年のパリ万国博覧会で500mm軌間の鉄道が2kmにわたって展示された。当初旅客を乗せる予定だったが、認可が下りず、旅客輸送は行われなかった。後に同型の鉄道がブローニュの森にある動物園内鉄道として敷設されており、これは現存している。
メキシコのユカタン州ではアシエンダ制で生産されたエネケンの輸送用として総延長は4,500kmに達する路線が敷設され、この地域の大量輸送機関のデ・ファクト・スタンダードとなった。アシエンダ制の廃止後も小規模な路線が残り、ロバが荷物をけん引している。
ポルトガルには2か所の合計延長10kmの600mm軌間の季節運行の観光客向けの路線が残っている。

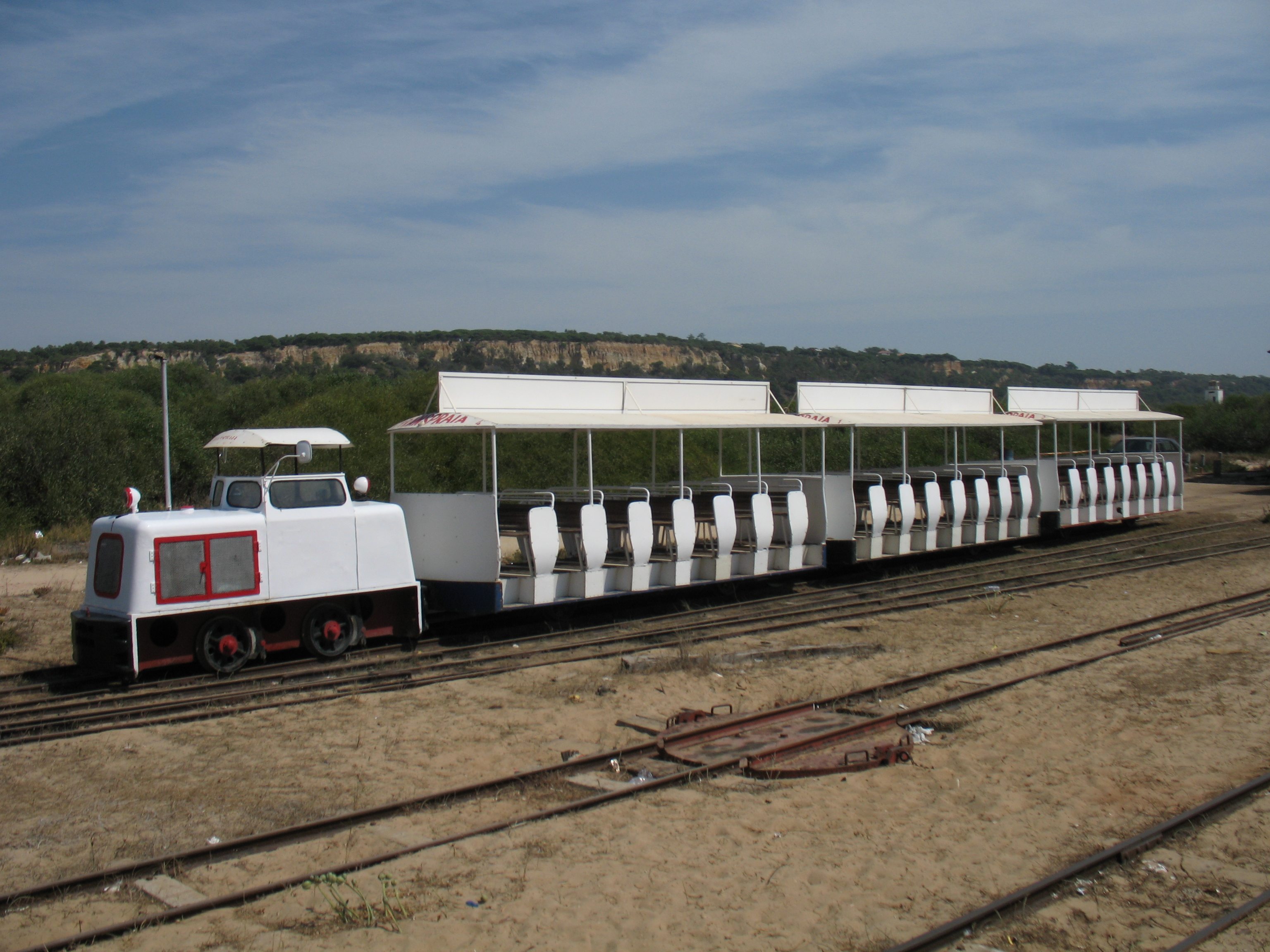
観光鉄道 （ポルトガル）
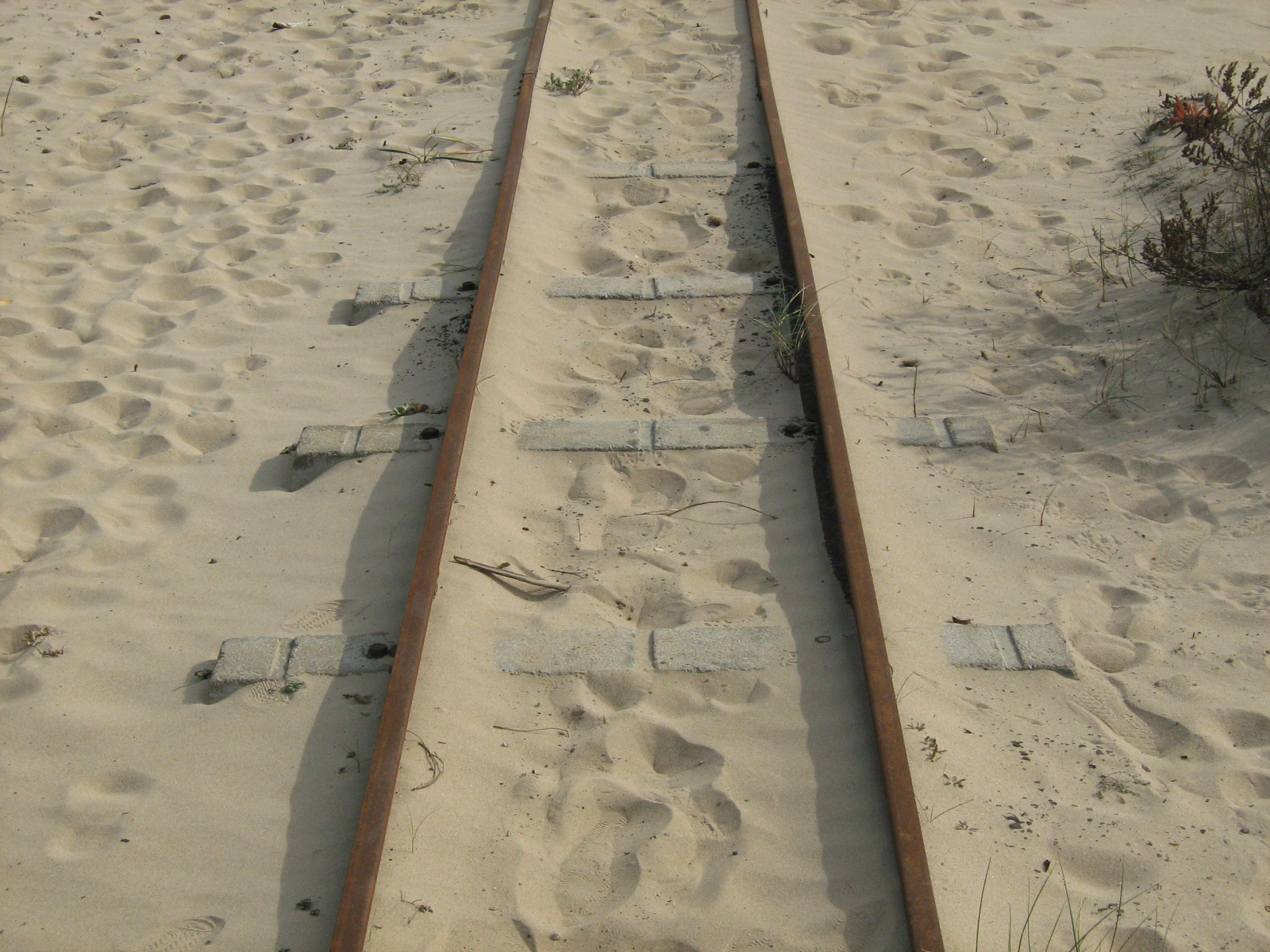
線路
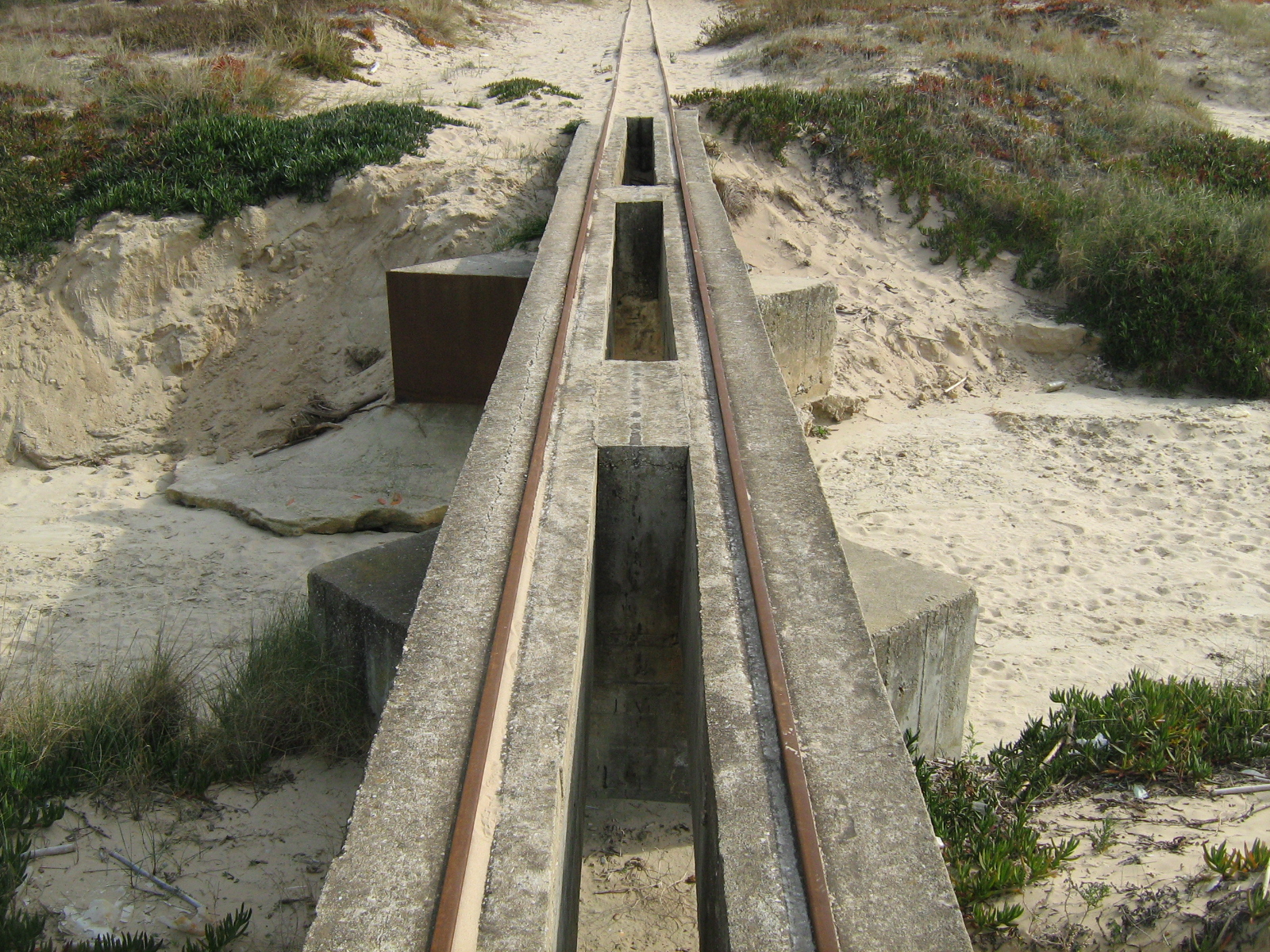
橋梁
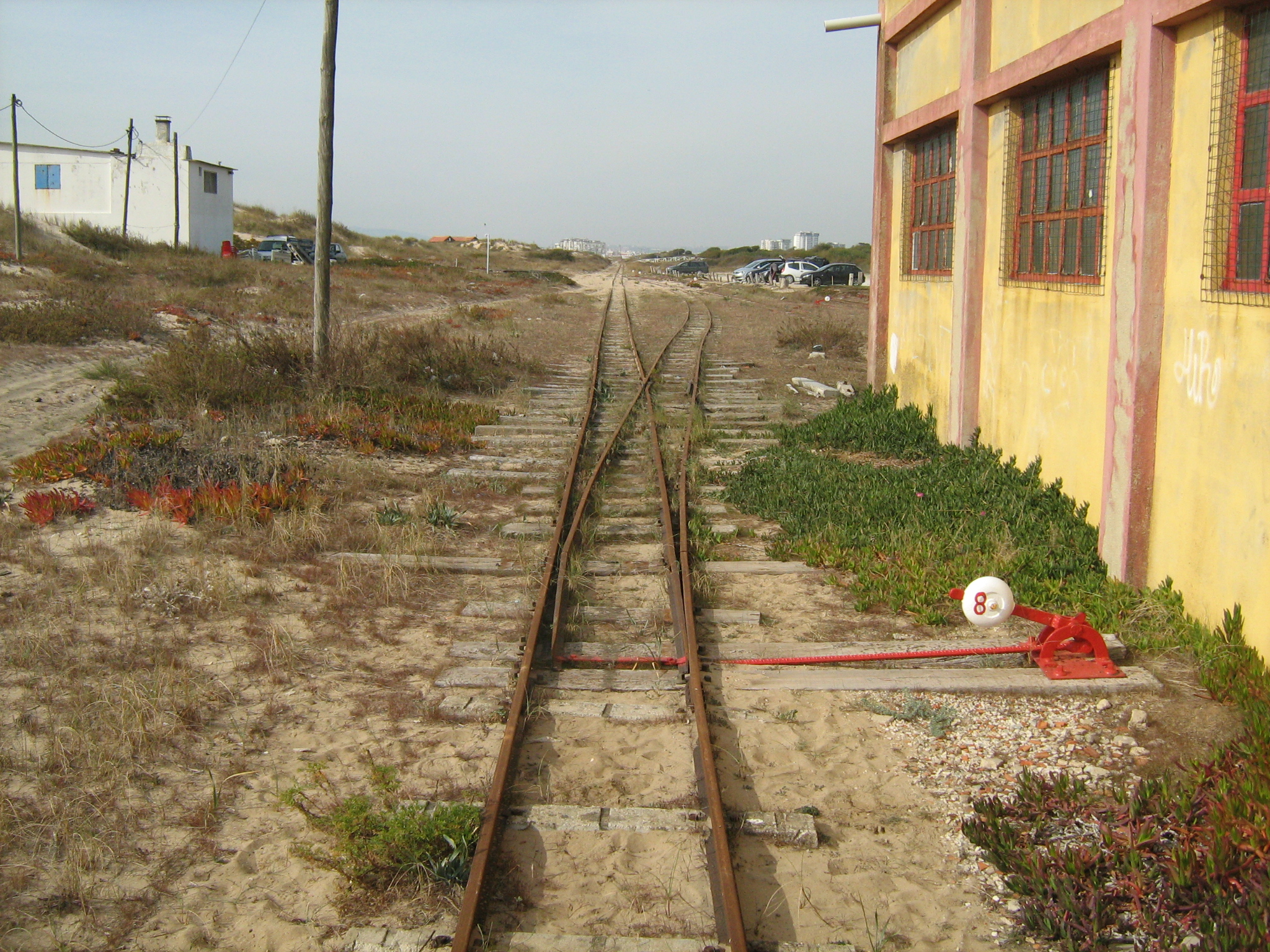
信号所

### 1889年パリ万国博覧会

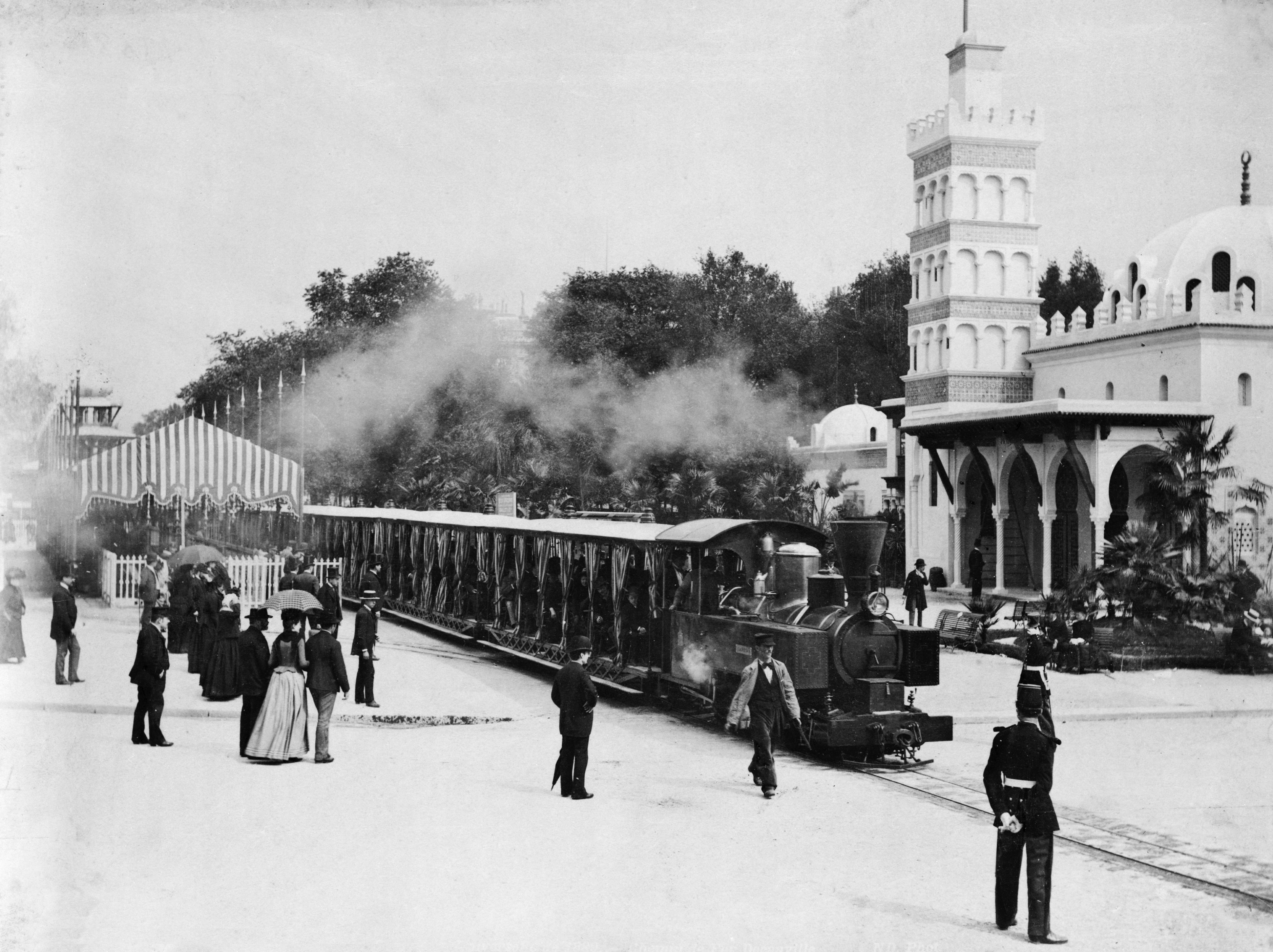
1889年パリ万博にて

1889年のパリ万国博覧会ではドコービルの可搬式鉄道は金賞を受賞した。600mm軌間の路線がシャン・ド・マルス公園からオテル・デ・ザンヴァリッドの間に特設され、マレー式機関車が客車をけん引した。1889年5月4日に運行を開始し、期間中、約630万人の有料乗客を含む数百万人の乗客を無事故で輸送した。約3kmの路線に途中4駅が設けられた。路線には9.5kg/mの線路が敷設され、途中アルマとエッフェル塔に2つのトンネルが設けられた。展示運転で使用されたマレー式とフェアリー式の蒸気機関車は「フランス革命百周年記念号」と命名された。会期終了後、フランス当局は無監査で軽便鉄道が旅客輸送を行うことを認めた。

### 軍事用途

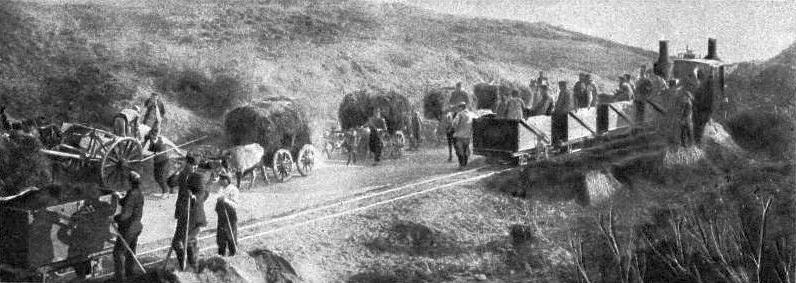
モナスティル行き可搬鉄道。
（1916年）

ドコービル・システムは軍事用にも応用された。トゥール近郊のブルボン砲台にまず敷設され、1888年までに標準的な仕様が定められた。600mm軌間の鉄道は1906年のラングルなど各所で試験されている。もっとも有名なドコービル製の機材は1888年製の機関車と砲兵隊用の車両である。この車両は155mm榴弾砲や120mmカノン砲の運搬に用いられ、警備兵を乗せる専用車も連結された。この他にもドコービルは要塞内の狭い通路で弾薬を輸送するための鉄道システムを納品している。このシステムでは、小さな転車台を通路の角に設置し、車両ごとに転回できるようになっていた。エピナル、ベルフォール、ヴェルダン、トゥールの東部4要塞にドコービルのシステムが採用され、エピナルのものは全長120kmに達した。91箇所の砲台のうち17箇所にドコービルの可搬鉄道が設置され、弾薬の輸送に使われた。可搬式鉄道の簡便さが認められ、第一次世界大戦中、フランス陸軍はこの鉄道を前線に敷設した。

### メーターゲージへの応用

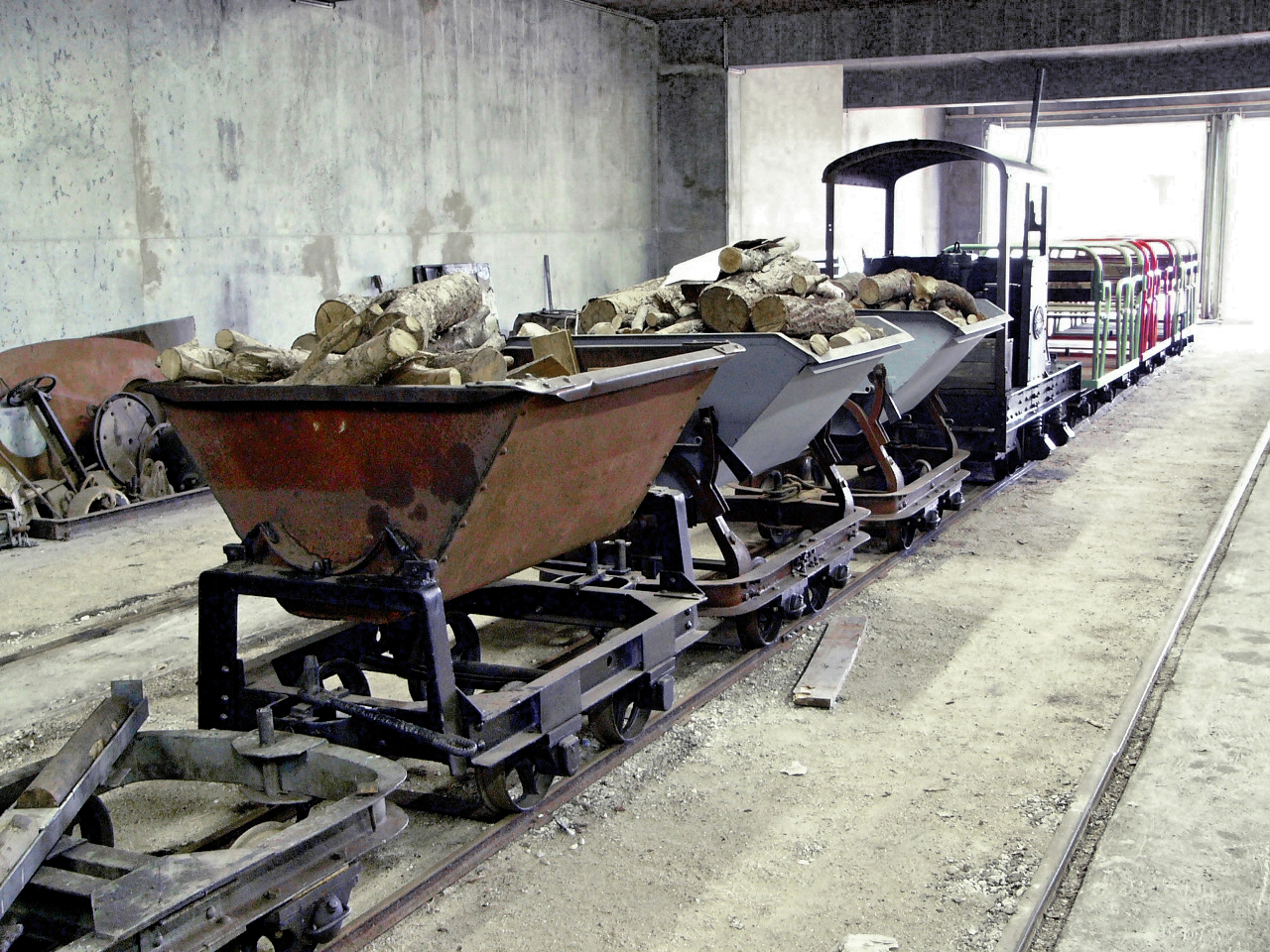
ダンプ式貨車

1896年からドコービルは自重5トンのB型機関車をメーターゲージ用に開発した。これは市場の一部を占めたにすぎないが、ドコービルにとっては十分な数量だった。1897年のドコービルのカタログには13トンから23トンの機関車が掲載されており、パリ近郊の鉄道用に1908年に製造番号512のC形蒸気機関車の納品記録がある。貨車はダンプ式貨車と長物車の2種類が用意された。
1908年のカタログに掲載された数は1897年のものより大幅に増えたが、反面600mm軌間用の商品数は減っている。動力車は引き続き5種類が掲載されているが、すべて1897年のものから改良されている。ドコービルはこのころから植民地用の鉄道システムの拡販に力を入れ始め、メーターゲージ用として大型の車両が登場、フランス領スーダン向けには32トンの機関車が用意された。20種類の客貨車がカタログに掲載され、うち14種類は有蓋車である。熱帯気候に適した車両も用意された。1939年にドコービルはDXW型と呼ばれる車両3両をインドシナ向けに製造したが、インドシナ紛争により出荷できず、1951年にフランス国鉄に譲渡された。コル・デ・モンテ線のZ600形電車はドコービルが製造し、1958年に納品したものである。

### 気動車

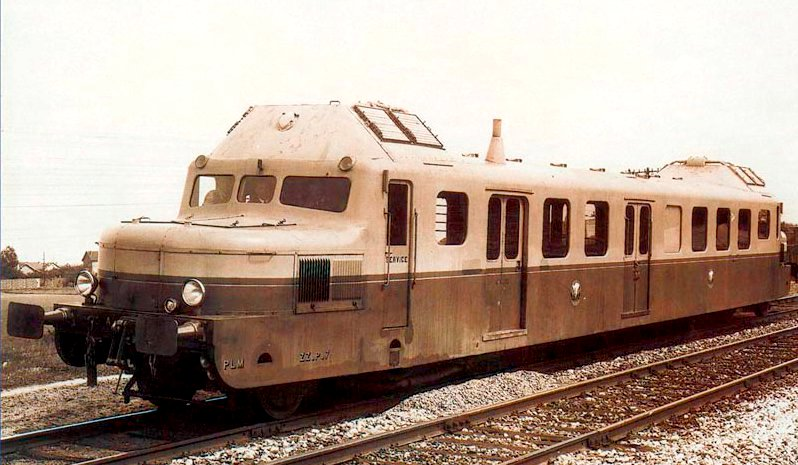
PLM ZZ P 7型気動車

ドコービルの技術陣は客車に動力を付けることを発案し、Leon Serpolletと共同で標準軌用の蒸気動車を1896年に製品化した。ドコービルとしては初めての標準軌用の製品でもある。1932年にドコービルはフランス 北部鉄道から130HPエンジン2基搭載の機械変速式気動車2両を受注した。この車両はのちにフランス国鉄ZZ 13、14、ZZ DC 1001、1002となった。この気動車に続いて他の鉄道会社からも気動車を受注し、うち2両は1944年にドイツに納入された。
前出のPLMは、北部鉄道の気動車の成功を見て、山岳路線用に320 HPエンジン2基を搭載し、青とクリーム色に塗装された7両の電気式気動車を発注した。この気動車は豚の鼻のような形をした先頭部のカバーに特徴があった。続いてPLMのグルノーブル気動車区にはZZ P 1 - ZZ P 9に附番された9両が1938年に納車、この9両はフランス国鉄に引き継がれ、X 52001-9となったが、X 52009は1945年に事故で廃車となっている。残った8両には1952年から1953年にかけて更新され、特徴的な先頭部のカバーが撤去されるとともに塗装が赤とクリームに変更された。
PLMは1945年にも追加でDC 2101 - 10X（1962年にX 52101 - 10に改番）を発注している。X 52000シリーズとX 52100はグルノーブル気動車区で使用され、リヨン - グルノーブル - ベーヌ間で運用され、1953年から1958年の夏季はグルノーブル経由ジュネーヴ行きに、それ以降の1972年までの夏季はヴァレンシア・リンクとしてグルノーブル経由ジュネーヴ行きとして運用され、通常はグルノーブルからブール＝サン＝モーリス、ブリアンソン、マルセイユまでアルプス経由で運行された。
X 52000とX 52100型は、1973年6月10日にX 52006とX 52103の間にトレーラー2両を挟んでグルノーブル - ヴィヴィド間を営業運転したのを最後に営業から退き、X 52103がミュルーズ鉄道博物館に初期の電気式気動車の代表として保存された。
ドコービルは続いて同種の車両2両を1951年に受注した。この車両はTGVに通ずる外観をもち、サウラー製150HPエンジンを装備し、最高速度は130km/hに達した。1937年にドコービルは他の鉄道車両製造者とともに、気動車の標準化計画に参画した。この計画では各社合計53両が1937年から1939年にかけて製造され、フランス国鉄はこの車両群にZZ A 3000 から X 23000の番号を付与している。ドコービルは53両中23両を製造している。
1937年にドコービルの設計陣は航空工学に触発されたプロペラで推進する気動車を開発し、高速域のブレーキ性能の改良試験のため北部鉄道に納車された。この車両の試験は成功したとは言えず、1945年に大破した後、修理されることはなかった。つづいて1950年にドコービルはタービン駆動の車両の特許を取得しているが、試作品は製造されないままに終わった。

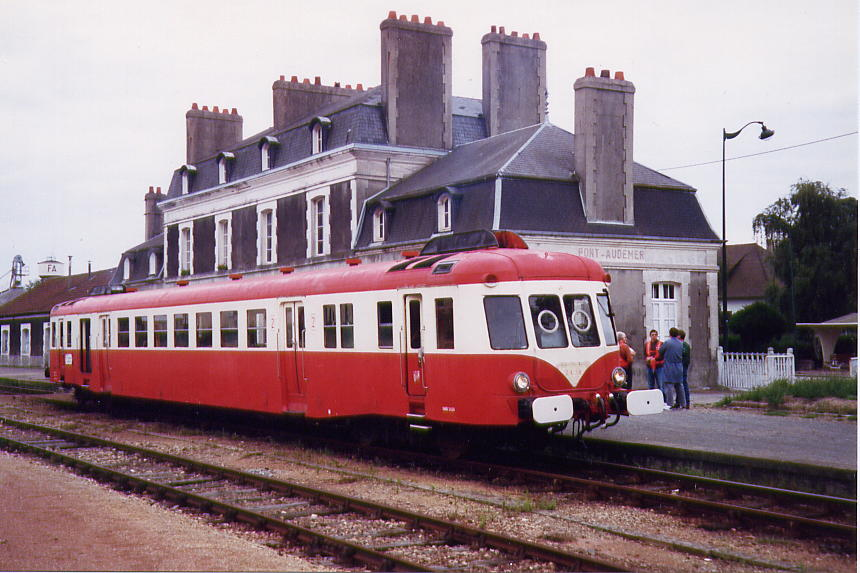
X 2426型
（ポント・オドメール駅）

1950年から1954年にかけて、ドコービルは600HPエンジン搭載の気動車X 2401 - X2479を製造、次いで1958年から1960年にかけて825HPエンジンを搭載したX 2801からX 2919の16両を生産したのを最後に、ドコービルは気動車の生産を終了した。同形車の生産はショワジー＝ル＝ロワのルノーの工場に引き継がれている。気動車の生産と並行して、ドコービルは堅牢さと軽量さが求められる気動車用トレーラーの製造もおこなった。

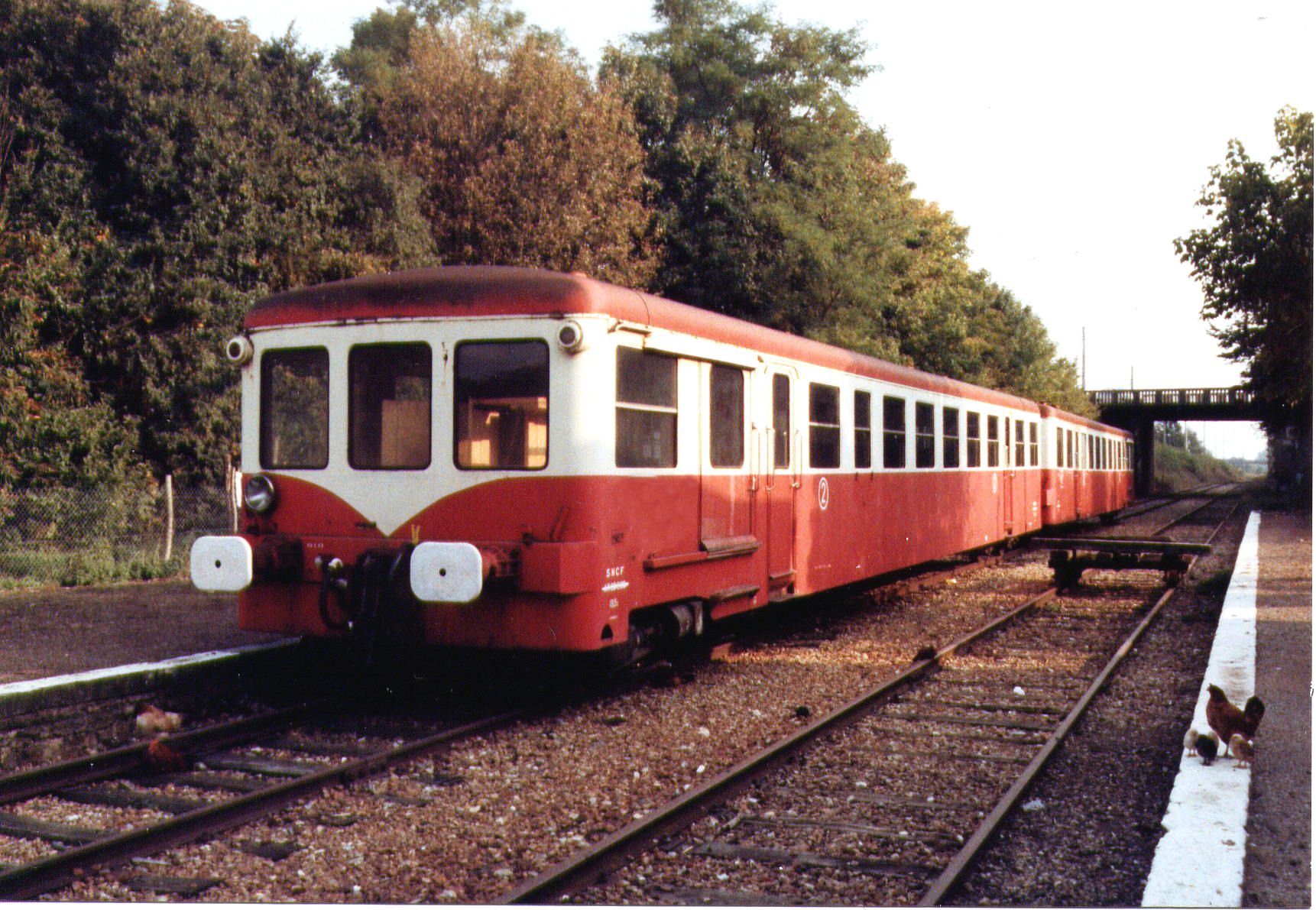
気動車用トレーラー
（1962年製）

- XR 6001-6015 (1939年)、2等車。自重15トンの車両だが、39年間にわたり使用された。
- XR 7201-7220 (1948年)、1等、2等合造車、自重17トン。 この型は多数のトレーラーに採用された。
- XR 7301-7350 1等、2等合造車
- XR 7351-7410 1等、2等合造車
- XR 8100-8293（1956年 - 1962年)

トレーラーと、アフリカ向けの車両を除き、ドコービルは300両以上の気動車を製造した。最後の製品は定かではないが、他社と共同で製造したアルゼンチン向1961年製の102両が最後といわれる。

### ディーゼル機関車
- フランス国鉄Y-DC-05052 PLM 55-DB-2として1935年に製造され、1962年にフランス国鉄Y-DC-05052となる。全長 7,180 mm、自重15トン、最高速度 58 km/h
- フランス国鉄Y 6201-6259 1949年から1950年にかけて製造された。全長 8,900 mm、自重 32トン、最高速度 60 km/h
- フランス国鉄Y 6401-6500 1954年から1958年にかけて製造された。全長 8,900 mm、自重 32トン、最高速度 60 km/h
- フランス国鉄Y 7231-7310 1961年から1962年にかけて製造された。全長 8,900 mm、自重 32トン、最高速度 54 km/h
- フランス国鉄Y 7401-7520 1963年から1965年にかけて製造された。全長 8,900 mm、自重 32トン、最高速度 54 km/h

その他、多種のディーゼル機関車が専用線や入換用として製造された。

### パリの地下鉄
ドコービルのパリ工場でのちにパリ地下鉄の一部となる路線向けの車両が製造された。一部車両は2013年時点でも工場内に残存しているとされる。

## 蒸気機関車

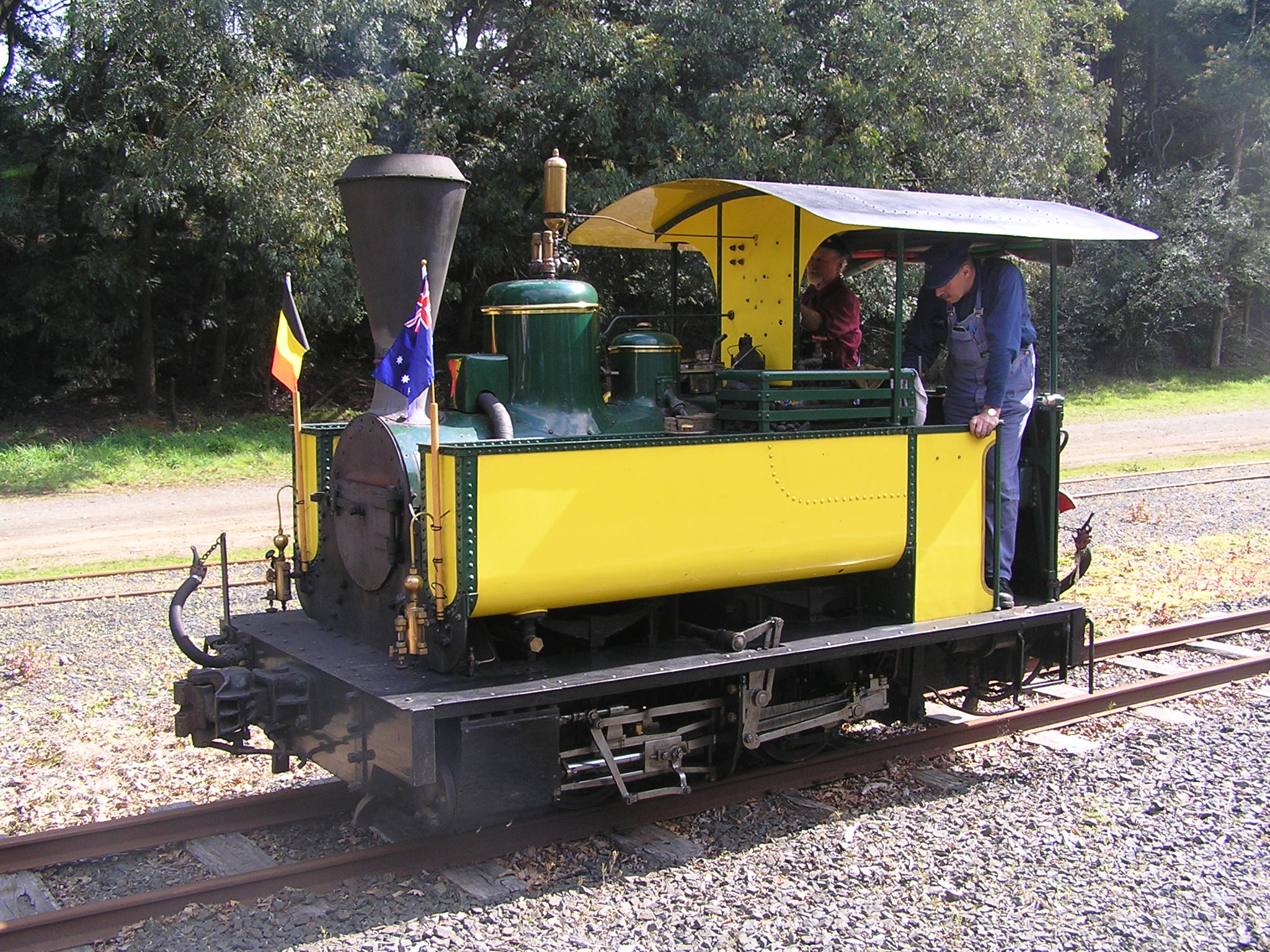
B型蒸気機関車
（オーストラリア保有）

最初のドコービル製蒸気機関車はベルギーの工場で製造されたB形テンダ機関車で、象に積まれて運べるよう設計された。ドコービルは各地の工場と提携して自身が設計した機関車を製造した。オランダでは博覧会会場の設営用として使用された。

## その他の製品
鉄道分野以外にもドコービルは黎明期の農業機械、電気モーター、自動車、自転車などを製造した。

### 自転車

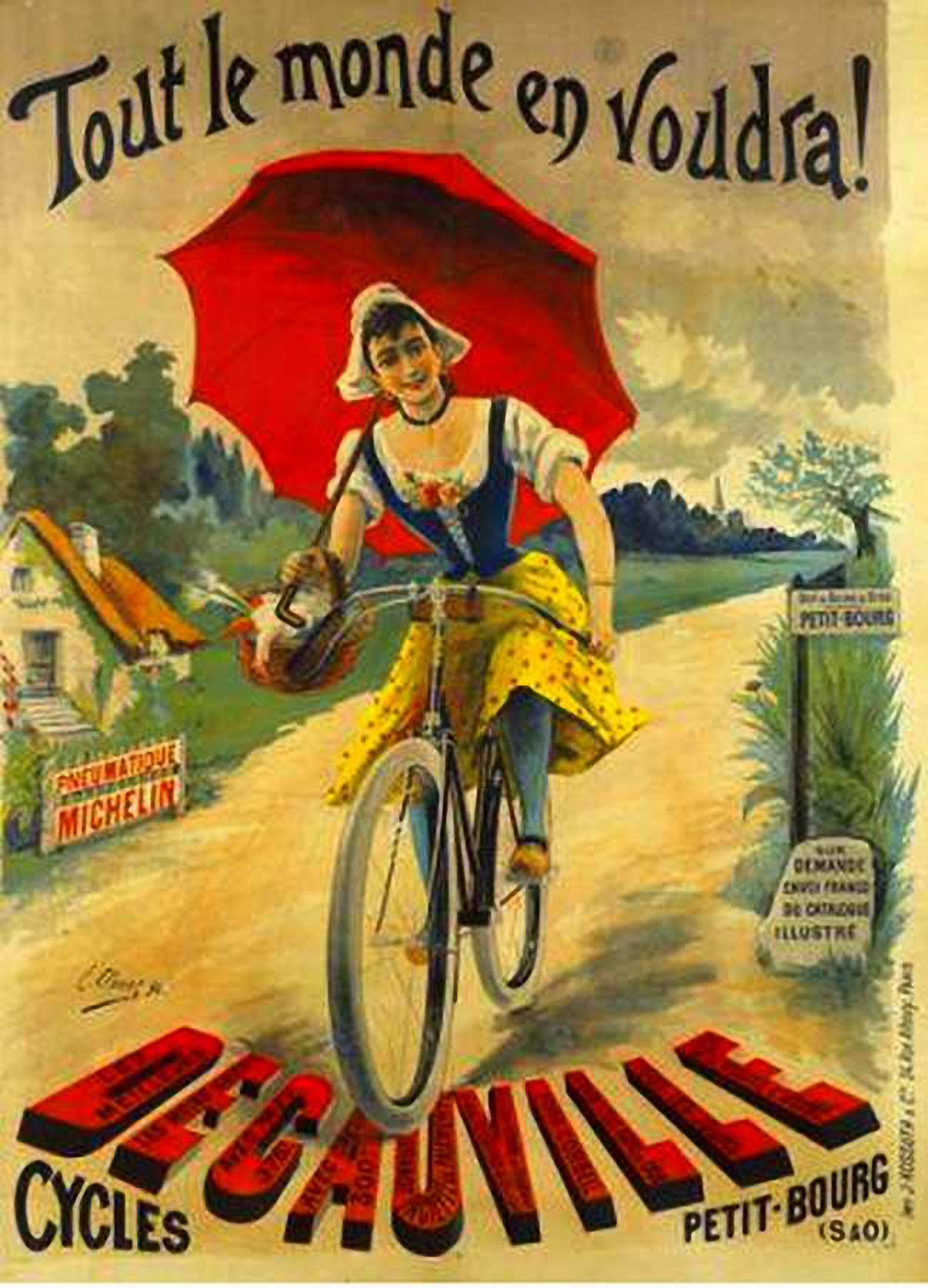
1892年のポスター

1891年から1902年にかけてドコービルは6種類の自転車を製造、3つの車輪とローラーを追加すれば線路上を走れるものもあった。いくつかは後にDe Dion-Bouton製3輪車のモデルになっている。

### 自動車
ドコービルは3,000台以上のエンジン付き3輪車を製造していたDe Dion-Boutonとともに自動車製造に参入し、数年の検討ののち1898年に自身の自動車ブランドを立ち上げた。
最初のモデルはVoiturelleと名付けられ、空冷2気筒3.5HPのエンジンを後部に搭載した小型3人乗りガソリン自動車である。乗用車はドイツのアイゼナハ車両製作所とイタリアの工場でライセンス生産された。1899年には5 CVと呼ばれる新型車が続き、1900年にはエンジンが前部搭載に変更された。フレデリック・ヘンリー・ロイスがドコービルの自動車1台を購入し、ロールス・ロイスの基盤となったロイス・10HPの設計に参考にしたともいわれる。1902年にシートとエンジンが交換可能な設計の自動車を発表し、成功を収めた。1906年には9,300ccの自動車の生産を始めたが、1907年に自動車部門の経営が不振に陥り、1909年に自動車生産から撤退した。ドイツ、イタリアの会社とのライセンス生産も続いたが、1911年に乗用車の販売は終了している。ドコービルの自動車はロシュタイエ＝シュル＝ソーヌの自動車博物館に保存されている。

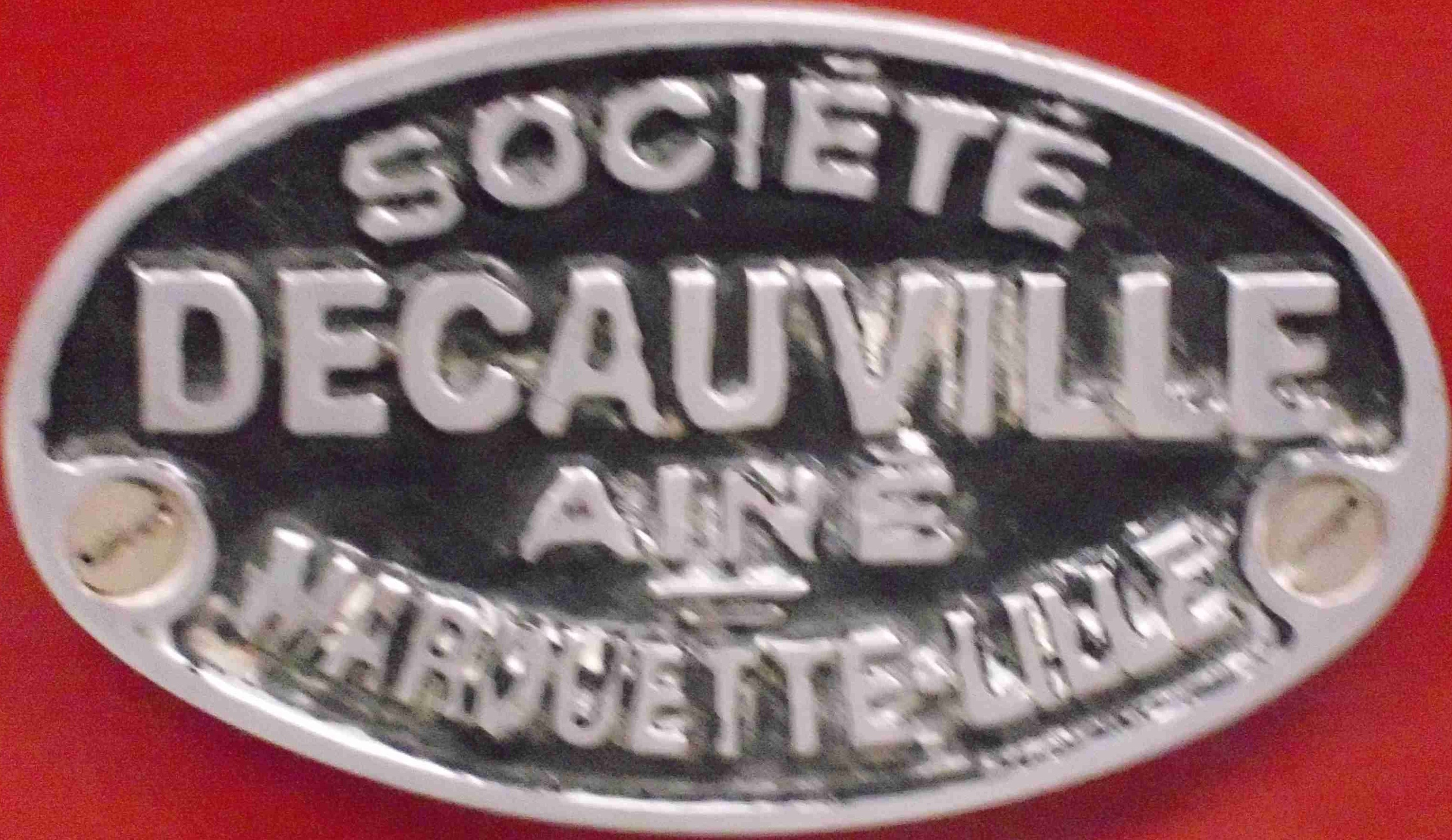
銘板
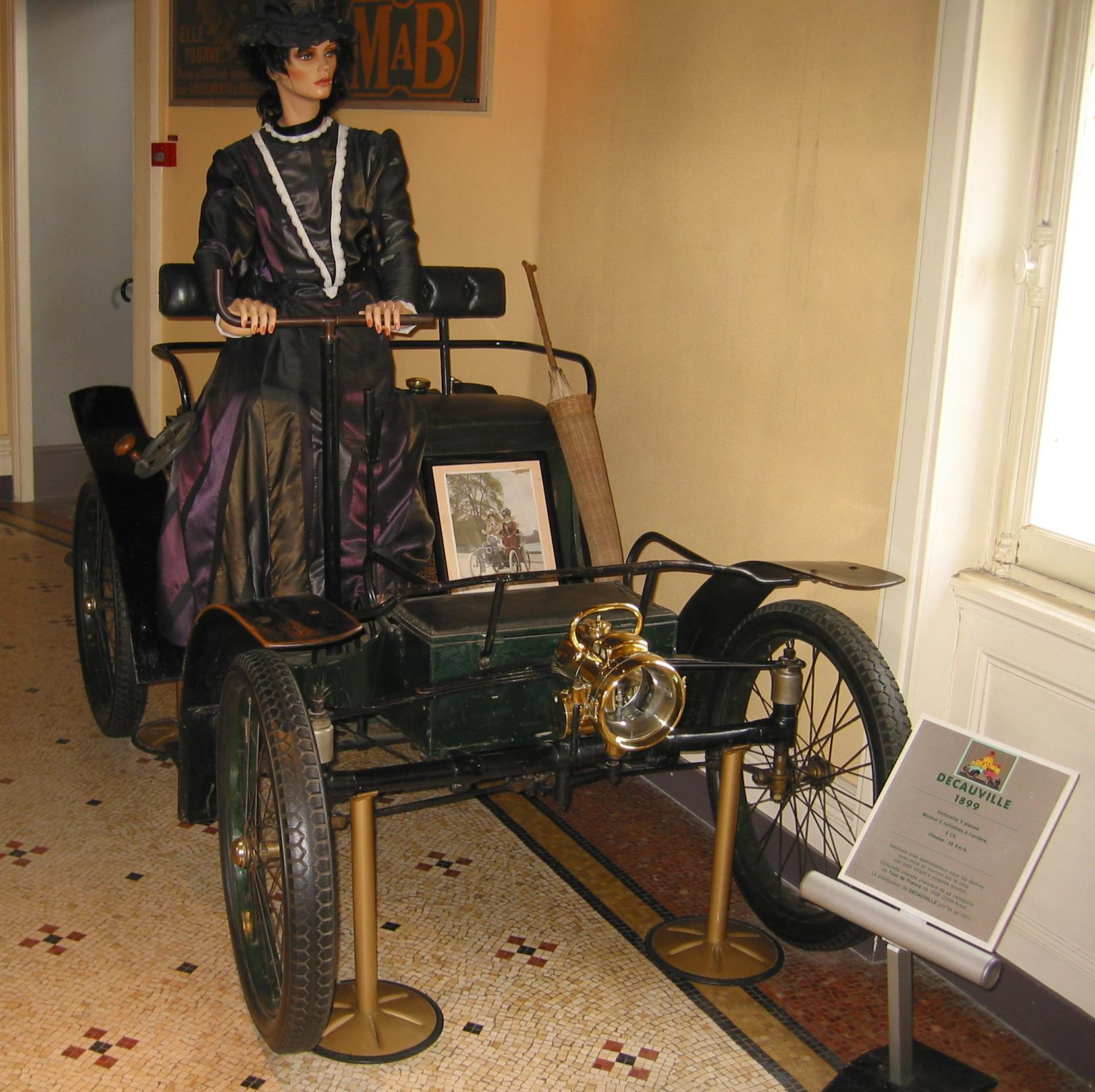
1899年式
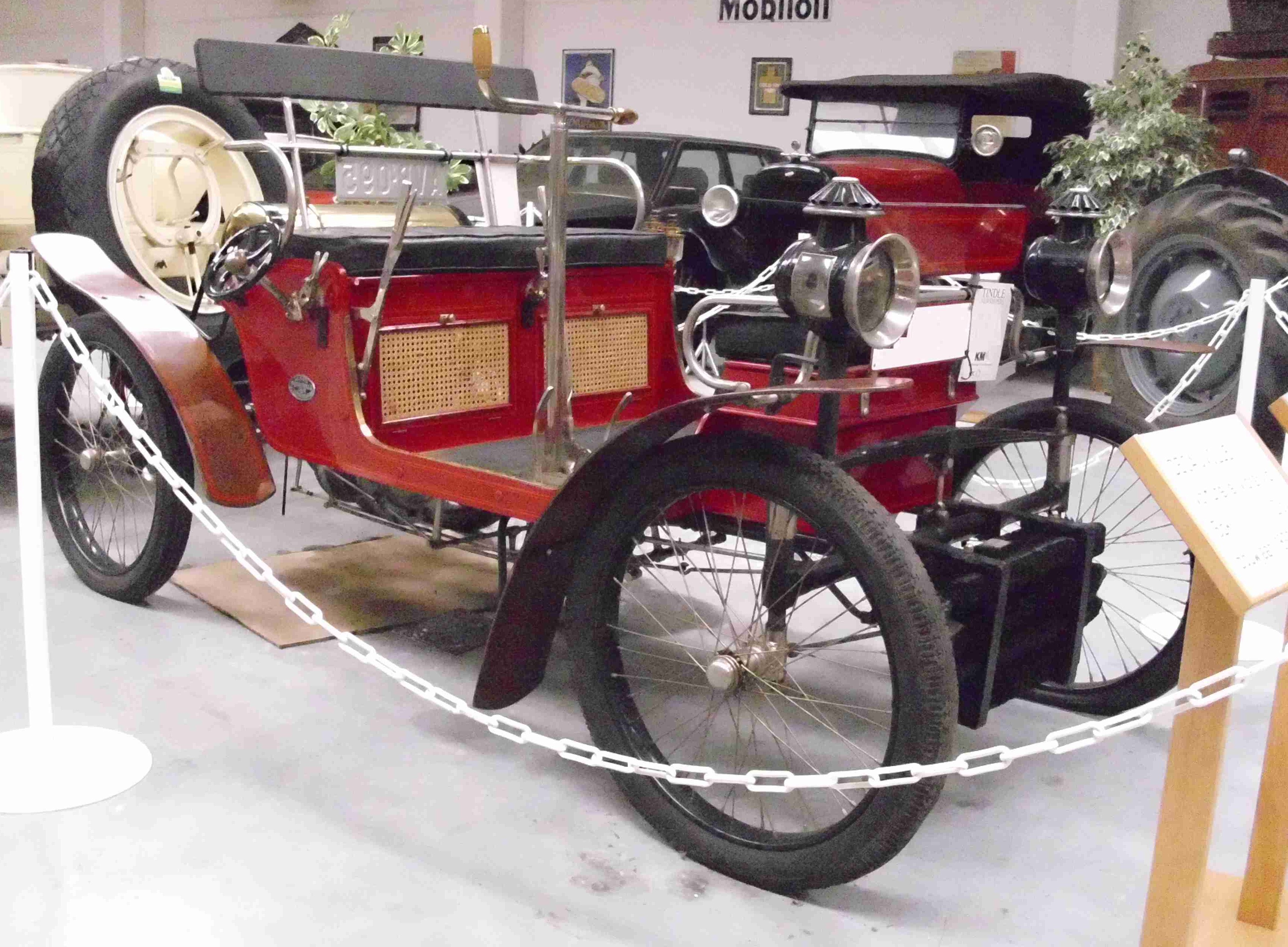
1899年式
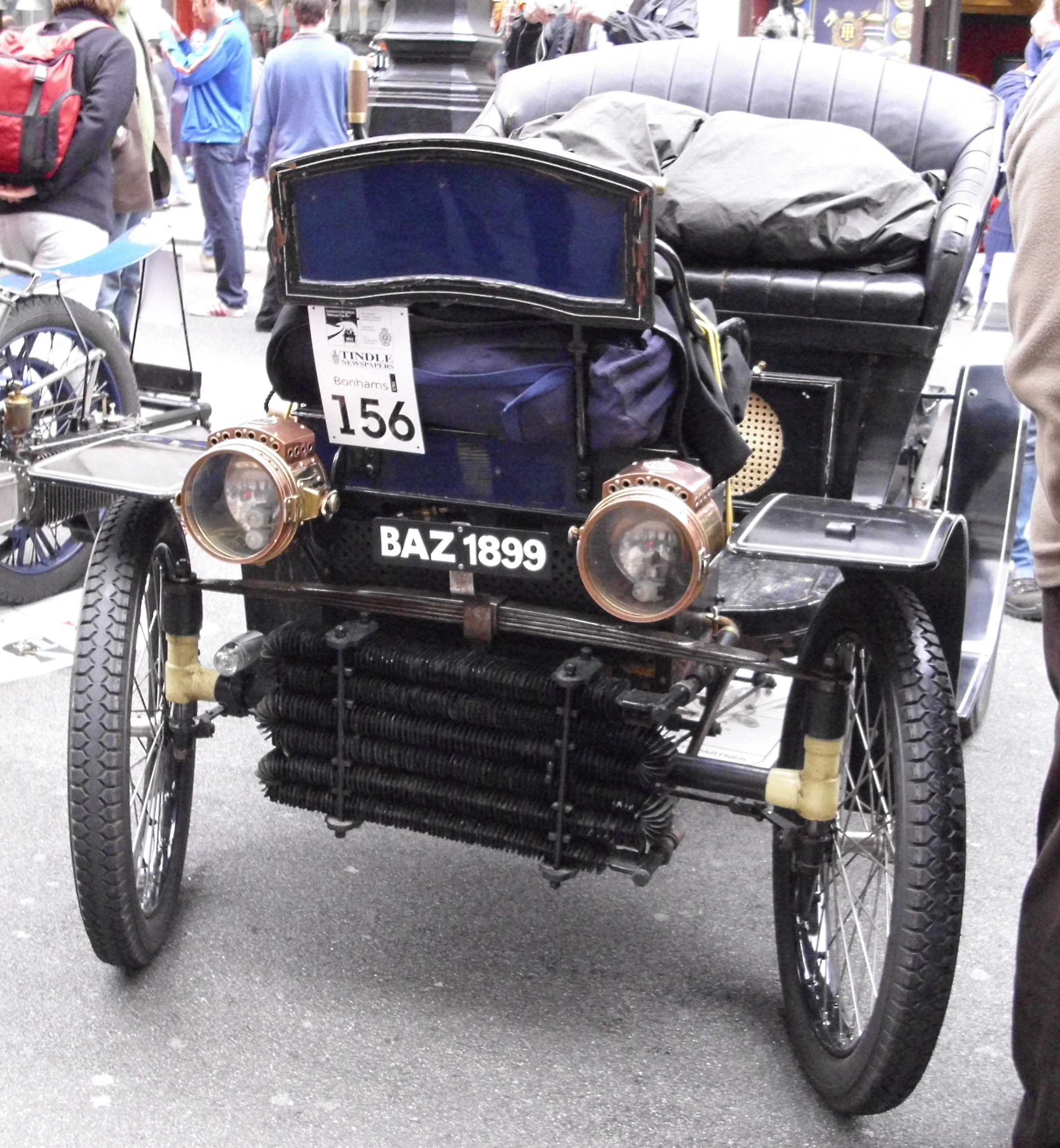
1902年式
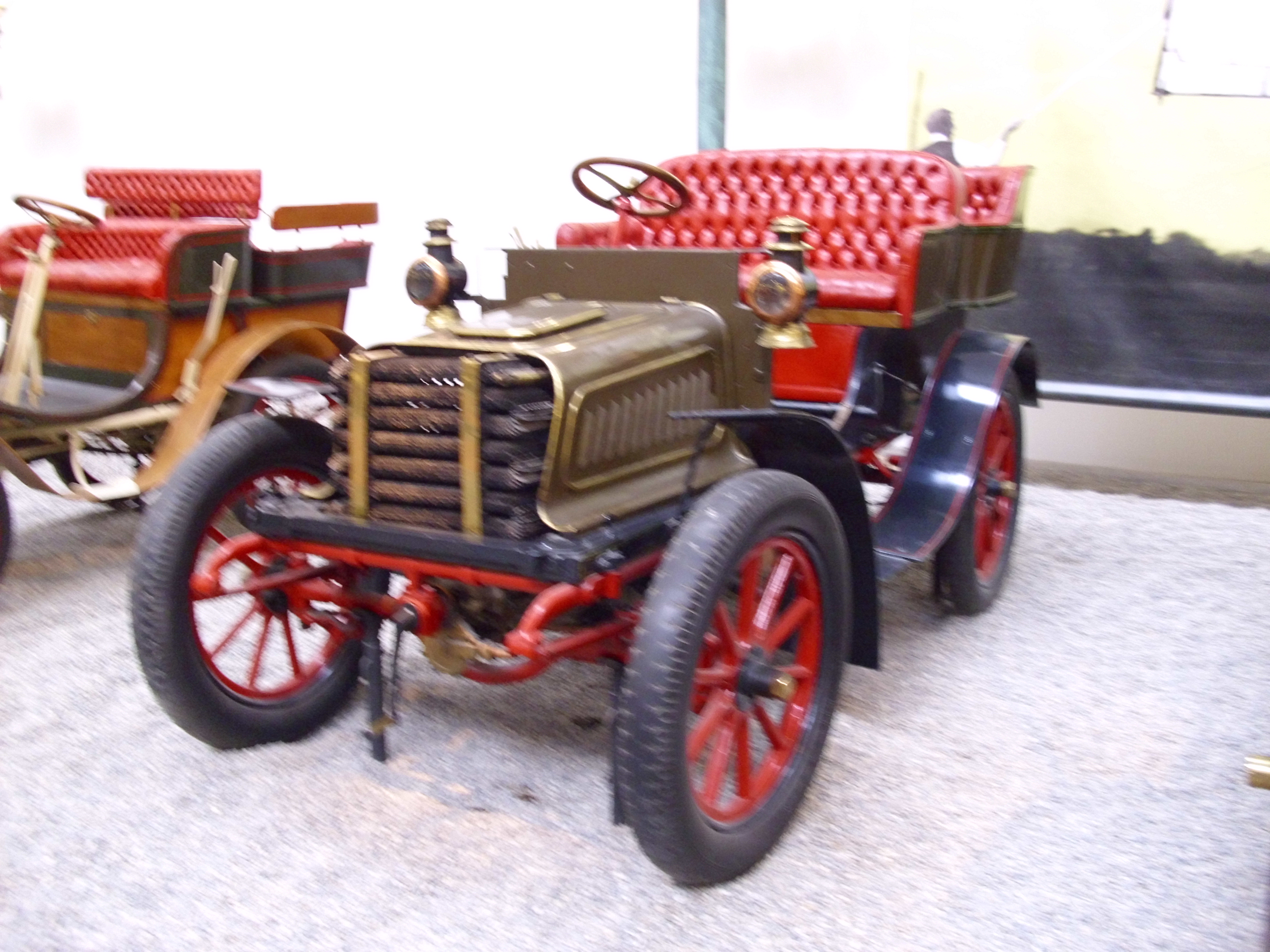
1903年式

### その他の著名な製品
- 自動水力式段差補正装置
- エッフェルが1884年から1897年まで持っていた特許を利用した可搬式の橋。最長20 m、耐荷重4トンまでの橋を、1 mあたりの重量250 kg以下、1部品の重量145 kg以下で実現した。
- 多数のホイストとクレーン。1880年から1970年までカタログに掲載され、1986年にパリ交通公団に納品されたものが最後の製品。
- 工具。手で使う簡単なものから、能力800トンでありながら0.1 mm単位の精度を持つプレス機など様々。ムーラン工場はタングステンカーバイドの工具専用だった。
- 油圧ショベル。1903年製の機械は荷重2立方メートルのバケットで16トンの能力があったとされる。線路上で使えるよう設計されたものは幅が2.6 mに抑えられていた。

鉄道関係の製品は1970年に製造終了となり、マレル社とトラックなどの車体の製造を続けたが、後にドコービルはマレルの一部となっている。

## 沿革
ドコービルは何度か社名を変えており、その経緯も複雑である。初期の製品はポール・ドコービルの農場用であり、厳密には製品ではない。
- ドコービル1世会社が1887年9月22日に設立された。会社の名前はポール・ドコービルの父、アルマンにちなむものである。
- 1889年11月13日に、パリ万博への出品のため、会社組織を改組し、資本金20,000万フランとした。
- 1892年ごろ、1件の裁判と一連の財務処置のため、ドコービルの株価は高騰した。この株価高騰はコッペルなどのライバル会社と競合していくうえで優位に働いた。
- 1894年6月に、ポール・ドコービルが会社経営から離れられるよう再度会社を改組した。資本金は最初700万フランに、次いで400万フランに減額され、ウエンデルグループが主要な株主となった。ポール・ドコービルの退任は新会社の取締役会で否決されている。
- 1956年に大株主がホイタッカー・グループに代わり、ドコービルはドコービルSAに改組され、鉄道事業から撤退した。
- 1985年8月26日にドコービル工業会社がマレルとドコービルSAの子会社として設立された。工場はコルベイユ1箇所のみとなった。

### 工場
エソンヌ県コルベイユに移転する前、工場は長くエヴリーにあった。これは1853年にアルマンの農場内に建てられ、蒸留酒製造用機器の部品と、各種板金部品が作られ、ドコービル・システムが開発された1876年以降、鉄道関連製品にも事業を拡張している。コルベイユの工場は1881年に建てられたが、エヴリーの工場は1978年まで存続した。以下はドコービル保有工場である。
- ディアーノ・マリーナ（イタリア）1895年売却
- サン・ランベール（ベルギー）線路を製造した。コッペルのフィーブ工場と1911年に交換された。
- プティット・シント 1903年創業、植民地向け機材を製造。1922年に売却され、機能はマルケットに移動した。
- ミルズ 1918年創業、戦車や砲弾を製造していた工場を可搬式機材の工場とする計画だったが、この計画は実現せず、私鉄車両のメンテナンス用工場となった。1959年売却。
- マルケット＝レ＝リール 1923年、破壊されたフィーヴ工場の代替として建設され、鉱山用機械を扱った。この工場でドコービルの最後の蒸気機関車が製造された。

## 日本での受容
1881年（明治14年）フランス人デニー・ラリューが内務省土木局へドコービル軽便軌道の売り込みに来日した。1882年（明治15年）『内務省土木局臨時報告』が出版され阪堺鉄道や伊予鉄道創業者小林信近が導入を検討している。
また平野富二は茨城の炭鉱会社より石炭運搬用具の相談をうけていたため、導入を検討することになった。IHIの創立者である平野は当時造船業だけでなく足尾銅山の古河市兵衛から鉱山の機械化について相談を受けており鉱山用の機械の製造もしていた。平野はこのドコービル軽便軌道が将来多くの用途で役立つと察知し、1883年（明治16年）日本においての独占販売権を獲得した。ところが買い手がつかず、平野自らが土木業をはじめることになった。1886年（明治19年）に有限責任東京平野土木組を設立し、各地の鉄道、道路や水道工事等にこのドコービル軽便軌道を使用し、通常モッコやバイスケが主流の土木現場に機械力を持ち込むことになった。1888年（明治21年）に開業した碓氷馬車鉄道の工事を請負ったが営業に使用された軌条、車両もドコービル社製であった。